# Vriesea vulcanicola
Vriesea vulcanicola är en gräsväxtart som beskrevs av J.F.Morales. Vriesea vulcanicola ingår i släktet Vriesea och familjen Bromeliaceae. Inga underarter finns listade i Catalogue of Life.